# Тандем (морской термин)
Тандем (тендем, тэндем) (англ. tandem) — взаимное расположение плавсредств в кильватере друг к другу, применяемое для совместного мореходства в сложной ледовой обстановке. Ключевой особенностью тандема считают необходимость заднего судна держаться впритык к своему переднему мателоту.
Как правило, при использовании тандема более широкое судно выводят вперёд, а на его гакаборте обустраивают кранец из трёх бухт старых перлиней с прикреплённым к ним толстым горизонтальным бревном. После чего заднее судно может подойти вплотную к кормовой части переднего и упереться своей носовой оконечностью в эту опорную точку. Созданную конфигурацию фиксируют с помощью стальных буксирных тросов, заведённых крест-накрест.